# Fortaleza de Deva
La Fortaleza de Deva (en rumano: Cetatea Devei) se encuentra en la ciudad de Deva, en el condado de Hunedoara, Rumania, en lo alto de una colina volcánica.
La fortaleza se encuentra en una de las últimas partes de los montes Poiana Rusca. La primera evidencia de la fortaleza medieval se remonta a la segunda mitad del siglo XIII, cuando en 1269, Esteban V, Rey de Hungría y Duque de Transilvania, menciona "el castillo real de Deva" como un privilegio concesión para el condado Chyl din Câlnic.
A finales del siglo XIII, La Fortaleza de Deva se encuentra en la propiedad de Ladislao kan, voivodato de Transilvania, que organizó aquí una corte además de la guarnición militar. 